# Taller d'escriptura
L'expressió taller d'escriptura designa generalment un entrenament a l'escriptura amb l'objectiu de desenvolupar la creativitat dels participants. Sota la conducció d'un coordinador/a o animador/a, es proposen vies d'experimentació literària (també anomenades "consignes" o "proposicions") que impulsen els assistents a escriure els seus propis textos. Normalment les consignes són orals, però també es pot recórrer a un text, a imatges (fotografies, quadres...), músiques, objectes, una passejada...
Els tallers d'escriptura es poden oferir com a cursos independents, per exemple els organitzats per un centre cívic o cultural o com a part de programes més amplis, com per exemples l'assignatura d'escriptura creativa als graus de literatura del món anglosaxó o determinats crèdits variables d'educació secundària, com a complement de l'assignatura de llengua.

## Etapes del taller d'escriptura
1. Es crea una situació d'escriptura a partir de la proposta d'una consigna feta per l'animador o animadora.
2. Es deixa un temps perquè els participants puguin crear els seus textos, en solitari o en grup (depenent de la consigna)
3. Lectura dels textos en veu alta
4. Comentari dels textos llegits i reflexió sobre la sessió d'escriptura.